# I concerti live @ RTSI (album Matia Bazar)
I concerti live @ RTSI è il secondo album dal vivo dei Matia Bazar, pubblicato dall'etichetta discografica Sony Music su CD e DVD (catalogo 997 5 05108 2 e 997 2 01532 9) il 29 ottobre 2002 e ristampato in entrambi i formati dalla Edel Music (297 5 87311 2 e 297 5 87311 8) il 26 maggio 2006.

## Storia
È la registrazione del concerto dal vivo tenuto dal gruppo il 20 maggio 1981 a Lugano negli studi della RTSI - RadioTelevisione Svizzera di lingua Italiana, che, negli anni ottanta, realizzò una serie di puntate dedicate ai maggiori cantautori italiani per il programma intitolato I concerti live @ RTSI.

| Recensione | Giudizio |
| ---------- | -------- |
| Estatica   | [ 1 ]    |

Il concerto è rimasto inedito fino al 2002, quando tutti i suoi brani sono stati pubblicati su CD Audio e DVD, sia separati sia in un'unica confezione.
Probabilmente a causa di un problema di stampa, tutte le copertine delle varie edizioni in DVD non riportano l'elenco dei brani nell'ordine in cui furono eseguiti durante il concerto, ma la sequenza con cui le canzoni sono ascoltabili nel CD; comunque, la scaletta nei menù interni ai supporti DVD è quella originale.
I 30 marzo 2012, la NAR International rende disponibile per il download digitale il CD rimasterizzato. Poi, nel 2013 (catalogo 442 9 10912 2), ripubblica entrambi i supporti rimasterizzati, corregge sulla copertina della confezione la sequenza dei brani del DVD e, sempre su DVD, aggiunge la codifica audio Dolby Digital 5.1 per tutte le tracce.

## Video musicale
La stessa NAR International ha pubblicato e condiviso il contenuto filmato dell'intero DVD tramite YouTube.

 Nar International, Matia Bazar: Live@RTSI - 20 maggio 1981, YouTube. URL consultato il 10 marzo 2014.

## Tracce

### CD
Durate dei brani effettive ricavate direttamente dal supporto CD, diverse da quelle stampate su libretti e copertine ufficiali.
1. Cavallo bianco – 7:33 (testo: Giovanni Belfiore, Aldo Stellita – musica: Piero Cassano, Carlo Marrale)
2. Stasera che sera – 3:40 (testo: Aldo Stellita – musica: Piero Cassano, Carlo Marrale)
3. Tu semplicità – 5:31 (testo: Giancarlo Golzi, Aldo Stellita – musica: Antonella Ruggiero, Piero Cassano, Carlo Marrale)
4. Italian sinfonia – 5:30 (testo: Giancarlo Golzi, Aldo Stellita – musica: Antonella Ruggiero, Piero Cassano, Carlo Marrale)
5. C'è tutto un mondo intorno – 4:45 (testo: Giancarlo Golzi, Aldo Stellita – musica: Antonella Ruggiero, Piero Cassano, Carlo Marrale)
6. Solo tu – 3:43 (testo: Aldo Stellita – musica: Piero Cassano, Carlo Marrale)
7. Ricordi – 6:55 (testo: Giancarlo Golzi, Aldo Stellita – musica: Antonella Ruggiero, Piero Cassano, Carlo Marrale)
8. Come un fiore – 9:49 (testo: Giancarlo Golzi, Aldo Stellita – musica: Antonella Ruggiero, Piero Cassano, Carlo Marrale)
9. Il tempo del sole – 6:27 (testo: Giancarlo Golzi, Aldo Stellita – musica: Antonella Ruggiero, Piero Cassano, Carlo Marrale)
10. Sigla Matia Bazar – 8:41 (testo: Giancarlo Golzi, Aldo Stellita – musica: Antonella Ruggiero, Piero Cassano, Carlo Marrale)

### DVD
Formato DVD-5, standard televisivo PAL, aspetto 4:3, codifica audio AC-3 a due canali, durata totale 65 minuti.
- Video del concerto (durata 61:26, sequenza brani originale)

1. Sigla "Matia Bazar", su YouTube. – 8:40
2. Tu semplicità, su YouTube. – 5:40
3. Come un fiore, su YouTube. – 10:50
4. Italian sinfonia, su YouTube. – 5:25
5. Cavallo bianco, su YouTube. – 7:20
6. Il tempo del sole, su YouTube. – 5:13
7. C'è tutto un mondo intorno, su YouTube. – 4:35
8. Ricordi, su YouTube. – 3:33
9. Stasera che sera, su YouTube. – 6:42
10. Solo tu, su YouTube. – 3:28

- Biografia
- Discografia
- Intervista sulle origini del gruppo, su YouTube.

## Formazione
- Antonella Ruggiero - voce, vocalizzi, cori, armonica, percussioni
- Piero Cassano - tastiere, voce, cori
- Carlo Marrale - chitarra, voce, cori
- Aldo Stellita - basso
- Giancarlo Golzi - batteria